# Brad Davis (acteur)
Robert Creel Davis (Tallahassee (Florida), 6 november 1949 - Los Angeles (California), 8 september 1991) was een Amerikaanse acteur.

## Biografie
Robert Creel Davis is geboren in Tallahassee, Florida.
Op zijn 17e verhuisde Davis naar New York, dit deed hij na het winnen van een muziekwedstrijd. In New York ging hij studeren aan de American Academy of Dramatic Arts.
Zijn meest succesvolle rol was als Billy Hayes in de Midnight Express, waar hij een Golden Globe mee won.
In 1985 kreeg Davis te horen dat hij aids had. Volgens het boek van zijn vrouw, Susan Bluestein, is hij echter niet gestorven aan de gevolgen van aids maar liet hij euthanasie plegen door zich bewust een overdosis drugs toe te laten dienen.

## Filmografie
- Sybil (1976)
- Roots (1977)
- The Campus Corpse (1977)
- What Really Happened to the Class of '65 (1978)
- Midnight Express (1978)
- A Small Circle of Friends (1980)
- A Rumor of War (1980)
- The Greatest Man in the World (1980)
- Chariots of Fire (1981)
- Querelle (1983)
- Chiefs (1983)
- Robert Kennedy and His Times (1984)
- Vengeance: The Story of Tony Cimo (1986)
- Blood Ties (1986)
- When the Time Comes (1987)
- Heart (1987)
- Cold Steel (1987)
- The Caine Mutiny Court-Martial (1988)
- Unspeakable Acts (1990)
- The Plot to Kill Hitler (1990)
- Rosalie Goes Shopping (1990)
- Child of Darkness Child of Light (1991)
- Hangfire (1991)
- The Habitation of Dragons (1992)
- The Player (1992)